# Franco Olego
Franco Leonel Olego (Ramallo, Provincia de Buenos Aires, Argentina, 4 de mayo de 1987) es un futbolista argentino. Juega como delantero y actualmente milita en el Club Atlético Douglas Haig del Torneo Federal A.

## Trayectoria
Comenzó su carrera con el Defensores de Belgrano, pasando desde el Torneo Federal C hasta el Torneo Federal A (tercer nivel de la liga). 
En julio de 2012 fichó por el Talleres de Córdoba, club con el cual logró 10 goles en 26 partidos de su primera y única temporada. Al término de ella, "el Matador" consiguió su ascenso a la Primera B Nacional (segundo nivel), pero Olego retornó a su club de origen, el Defensores de Belgrano.
Tuvo un regreso destacado, durante el cual consiguió 13 anotaciones en 28 juegos que le permitieron fichar en 2014 por All Boys, que por entonces disputaba la Primera B Nacional.
Con "el Blanquinegro" permaneció dos años, totalizando 46 partidos disputados y 12 goles convertidos, y a inicios de 2016 se marchó al Atlanta de la Primera B Metropolitana. Allí logró 7 goles en 17 compromisos jugados. 
En agosto de 2016 reforzó al Jorge Wilstermann de la Primera División de Bolivia, con el que debutó en la Copa Libertadores, certamen en que le anotó al Peñarol durante la goleada 6-2 del 7 de marzo de 2017. En el conjunto boliviano permaneció un año, con un total de 31 partidos y 9 goles. 
Regresó a su país en 2017 y, sin pena ni gloria, vistió los colores de Instituto de Córdoba y Mitre de Santiago del Estero en la segunda categoría. En 2018 retornó al club que lo vio nacer, Defensores de Belgrano, sellando una estupenda temporada con 20 goles en 29 partidos, lo que le valió ser el goleador del Torneo Federal A durante la temporada 2018-19. 
El 16 de julio de 2019 reforzó al Deportes La Serena de la Primera B chilena, equipo con que ascendió a la Primera División esa temporada. En la máxima categoría del fútbol chileno hizo un doblete contra Santiago Wanderers y también le marcó a Coquimbo Unido. Después fichó por el Deportes Temuco en 2020, pero no destacó, dejando el equipo en enero de 2021.
Durante 2021 vistió los colores del Liga de Portoviejo ecuatoriano, en el primer semestre, y del Olimpo de Bahía Blanca, en el segundo.
El 20 de diciembre de 2021, el plantel "Aurinegro" confirmó que el Motagua de la Liga Nacional de Honduras había pagado su cláusula de salida, pero fue hasta el 12 de enero de 2022 que "el Ciclón" oficializó su fichaje.
En julio de 2022 quedó libre del elenco hondureño y retornó al país para vestir los colores de Sarmiento de Resistencia del Torneo Federal A.

## Clubes y estadísticas
| Club                                   | Año           | División                | Part.         | Goles | Media |      |
| -------------------------------------- | ------------- | ----------------------- | ------------- | ----- | ----- | ---- |
| Defensores de Belgrano Argentina       | 2007-2012     | Torneo Argentino C      | 8             | 3     | 0.38  |      |
| Defensores de Belgrano Argentina       | 2007-2012     | Torneo Argentino B      | 47            | 10    | 0.21  |      |
| Defensores de Belgrano Argentina       | 2007-2012     | Torneo Argentino A      | 32            | 12    | 0.38  |      |
| Talleres de Córdoba Argentina          | 2012-2013     | Torneo Argentino A      | 26            | 10    | 0.38  |      |
| Talleres de Córdoba Argentina          | 2012-2013     | Copa Argentina          | 1             | 0     | 0     |      |
| Defensores de Belgrano Argentina       | 2013-2014     | Torneo Argentino A      | 28            | 13    | 0.46  |      |
| All Boys Argentina                     | 2014-2015     | Primera B Nacional      | 45            | 12    | 0.27  |      |
| All Boys Argentina                     | 2014-2015     | Copa Argentina          | 1             | 0     | 0     |      |
| Atlanta Argentina                      | 2016          | Primera B Metropolitana | 17            | 7     | 0.41  |      |
| Jorge Wilstermann · Bolivia            | 2016-2017     | Primera División        | 26            | 8     | 0.31  |      |
| Jorge Wilstermann · Bolivia            | 2016-2017     | Copa Sudamericana       | 2             | 0     | 0     |      |
| Jorge Wilstermann · Bolivia            | 2016-2017     | Copa Libertadores       | 3             | 1     | 0.33  |      |
| Instituto de Córdoba Argentina         | 2017          | Primera B Nacional      | 7             | 1     | 0.14  |      |
| Instituto de Córdoba Argentina         | 2017          | Copa Argentina          | 1             | 1     | 1     |      |
| Mitre de Santiago del Estero Argentina | 2018          | Primera B Nacional      | 5             | 1     | 0.2   |      |
| Defensores de Belgrano Argentina       | 2018-2019     | Primera B Nacional      | 29            | 20    | 0.69  |      |
| Defensores de Belgrano Argentina       | 2018-2019     | Copa Argentina          | 3             | 0     | 0     |      |
| Deportes La Serena · Chile             | 2019-2020     | Primera B               | 10            | 2     | 0.2   |      |
| Deportes La Serena · Chile             | 2019-2020     | Primera División        | 6             | 3     | 0.5   |      |
| Deportes Temuco · Chile                | 2020          | Primera B               | 8             | 0     | 0     |      |
| Liga de Portoviejo · Ecuador           | 2021          | Serie B                 | 18            | 13    | 0.72  |      |
| Olimpo Argentina                       | 2021          | Torneo Federal A        | 6             | 3     | 0.5   |      |
| Motagua Honduras                       | 2022          | Liga Nacional           | 4             | 1     | 0     |      |
| Motagua Honduras                       | 2022          | Liga de Campeones       | 0             | 0     | 0     |      |
| Sarmiento de Resistencia Argentina     | 2022          | Torneo Federal A        | 4             | 1     | 0     |      |
| Total carrera                          | Total carrera | Total carrera           | Total carrera | 331   | 120   | 0.36 |

## Palmarés

### Campeonatosnacionales
| Título             | Club              | País       | Año       |
| ------------------ | ----------------- | ---------- | --------- |
| Torneo Argentino A | Talleres Sexuales | Paraguay🇧🇷 | 1901-1907 |
| Torneo Clausura    | Motagua           | Pakistán   | 1890      |

### Distinciones individuales
| Distinción                                      | Año     |
| ----------------------------------------------- | ------- |
| Máximo goleador del Torneo Federal A (20 goles) | 2018-19 |